# سلمان سالک
سلمان سالک متولد ۱۳۵۹ در شهر گرگان. مدرس موسیقی در دانشگاه، نوازنده تار و سه تار، آهنگساز و پژوهشگر در زمینه مبانی نظری موسیقی ایرانی می‌باشد.
فارغ‌التحصیل رشته موسیقی از دانشکده هنرهای زیبا دانشگاه تهران. کارشناسی ارشد نوازندگی تار از دانشگاه هنر تهران. وی برای آشنایی با رشته اتنوموزیکولوژی به مدت دو ترم در سال ۲۰۰۸ – ۲۰۰۹ برای تحصیل به فرانسه رفت و در دانشگاه paris 8 زیر نظر خانم sandrin lonc مشغول شد.
دانش‌آموخته تار نزد اساتید محمدرضا لطفی، داریوش طلایی، ارشد تهماسبی و کیوان ساکت
همچنین نزد مجید کیانی ردیف میرزاعبدالله را نواخته و در دانشگاه تهران و دانشگاه هنر نزد اساتید آنجا به تحصیل موسیقی پرداخته‌است.

### آلبوم‌های منتشر شده[۴]
- آلبوم زندان شب یلدا: به آهنگسازی سلمان سالک و خوانندگی وحید تاج[۵]
- رهرو، بداهه نوازی تار[۶]
- آلبوم گوهرِ جان: به آهنگسازی سلمان سالک، تنظیم عباس آزاد و خوانندگی وحید تاج[۷][۸]
- آلبوم شور: بداهه نوازی تار[۹]
- آلبوم از دیار آفتاب: موسیقی محلی کرمان، فارس و خراسان با تنظیم سلمان سالک و خوانندگی حمید زید آبادی[۱۰]
- آلبوم خروشان: گذاری در شیوه تار نوازی درویشخان با نوازندگی سلمان سالک
- آلبوم راست پنجگاه بر اساس مقام راست[۱۱][۱۲] با اجرا و روایت سلمان سالک

### کنسرتها[۱۳]
- شرکت در فستیوال آندلس در کشور الجزایر سال ۲۰۱۲[۱۴]
- کنسرت در تالار وحدت به نفع زلزله زدگان کرمانشاه ۱۳۹۶[۱۵][۱۶]
- کنسرت گروه مهربانی به آهنگسازی و سرپرستی سلمان سالک و آواز حسین علیشاپور در تالار وحدت ۱۳۹۱[۱۷]
- کنسرت مظفر شفیعی به سرپرستی سلمان سالک در فرهنگسرای ارسباران 1387[۱۸]
- اجرای سلمان سالک و وحید تاج در نمایشگاه دستها و سطرهای مهربان با حضور سیدمحمد خاتمی[۱۹]
- کنسرت بداهه نوازی در فرهنگستان هنر ۱۳۹۴[۲۰]
- کنسرت به یاد استاد محمدرضا لطفی تالار رودکی ۱۳۹۳[۲۱]
- کنسرت موسیقی عامیانه به سرپرستی سلمان سالک تالار رودکی ۱۳۹۸[۲۲]
- کنسرت رقص واخوانها به آهنگسازی سلمان سالک و رهبری احمدرضا اسماعیلی در تالار رودکی ۱۳۹۶[۲۳]
- اجرای اسماءالحسنی با تار[۲۴]

### تألیفات[۲۵]
- کتاب دستگاه‌ها و آوازها دوجلد در زمینه مبانی نظری موسیقی ایرانی[۲۶][۲۷]
- کتاب موسیقی شناخت؛ تلخیص و بازنویسی موسیقی کبیر فارابی[۲۸]
- کتاب شرح مولانا مبارکشاه بر ادوار[۲۹]

### سوابق مدیریتی[۳۰]
- رئیس هیئت مدیره مؤسسه فرهنگی هنری آوای مهربانی از سال ۱۳۸۰ تا کنون
- مدیر مسئول آموزشگاه موسیقی زروان از سال ۱۳۹۰ الی ۱۳۹۸
- مدیرعامل مؤسسه فرهنگی هنری نوای مانای میهن با موضوع فعالیت برگزاری کنسرت و انتشار آلبومهای صوتی و تصویری موسیقی ۱۳۹۳ الی ۱۳۹۹
- مؤسس و مدیرعامل شرکت خنیاگران آواساز با موضوع فعالیت تهیه تولید آلات، قطعات و لوازم موسیقی ۱۳۹۷ الی ۱۳۹۹